# Симашко, Юлиан Иванович
Юлиан Иванович Симашко (21 марта (2 апреля) 1821, Варшава — 14 (26) апреля 1893, Санкт-Петербург) — писатель, педагог, зоолог, общественный деятель. Действительный статский советник (с 1870), почетный член Российского минералогического общества (1888).

## Биография
В 1838 году окончил курс в Павловском кадетском корпусе. Был учителем в шлиссельбургском уездном училище, затем в Павловском корпусе. Являлся одним из учредителей энтомологического общества, устроил мастерскую учебных пособий (под фирмой Я. Фосс, 1859—1877). В 1871 году вместе с Еленой Апрелевой основал, а затем был редактором журнала «Семья и школа». Известен как автор «Русской фауны» и географического атласа. Последние годы Симашко занимался изучением и коллекционированием метеоритов, собрал одну из крупнейших в Европе частных коллекций того времени.
Похоронен на Выборгском римско-католическое кладбище в Санкт-Петербурге.

## Труды
- Руководство к зоологии (1852 - первое издание).
- Русская фауна, или Описание и изображение животных, водящихся в России (Санкт-Петербург, 1856—1861).
- Наставление к собиранию и сохранению насекомых (1862).
- Царство животных, класса млекопитающих (Санкт-Петербург, 1857).
- Географические атласы (1869 и 1879).
- Было ли падение метеорита близ Симферополя в 1890 г.-Севастополь,1890.-6с.
- Каталог коллекции метеоритов (по июль 1891 г.).-СПб,1891.-64с.
- Метеорит Миген. 6/18 июня 1989 г. История падения и предварит. исслед.-СПб,1890.-16с.;ил. (Отт. из Нива.-1890.-№ 21).
- Падение двух метеоритов в исторические эпохи 1704 г. близ Дерпта и 1812 г. с. Бородино.-СПб,1892.-2;8с.